# Técnicas Reunidas
Técnicas Reunidas, SA, (IBEXC: TRE) és una empresa multinacional espanyola especialitzada en enginyeria i construcció d'infraestructures per al sector del petroli i del gas. L'empresa cotitza al Mercat Continu Espanyol i fins al juny del 2019 va formar part de l'IBEX 35. L'activitat de Tècniques Reunides es pot dividir en quatre grans àrees: refinació i petroquímica; producció i gas natural; energia; i infraestructures. Com a complement d'aquestes àrees, també es dedica al desenvolupament de tecnologies avançades i de patents per a diferents processos industrials.

## Història
Els antecedents de Técnicas Reunidas daten del 1959, quan com a resultat de l'associació entre diversos empresaris espanyols i la companyia d'enginyeria nord-americana The Lummus Company resulta la creació de Lummus Espanyola, S.A.
El 1963, Técnicas Reunidas va realitzar la seva primera refineria completa a Espanya, iniciant així la seva trajectòria com a especialista en unitats de refinament. El 1968, va executar la refineria de Luján de Cuyo (Argentina) per a Yacimientos Petrolíferos Fiscales, sent el seu primer projecte a l'estranger. El 1972 la societat va absorbir Tecniresa, adoptant la denominació social actual i passant a ser una companyia de capital privat espanyol.
A partir dels anys 80, sota la direcció d'Álvaro García-Agulló Lladó i presidència de José Lladó Fernández-Urrutia, es produeix una gran expansió internacional, i actualment desenvolupa la major part de la seva activitat fora d'Espanya, fonamentalment a els països de l'Orient Mitjà, Llatinoamèrica, l'Extrem Orient i l'àrea del Mediterrani (principalment nord d'Àfrica i Turquia).
El 2022, durant la pandèmia de COVID-19, el Govern d'Espanya, a través de la Societat Estatal de Participacions Industrials (SEPI), va atorgar a l'empresa una ajuda de 340 milions d'euros. La companyia va començar a tornar el préstec el febrer del 2024.
El 2025 va iniciar un projecte a Aràbia Saudí.